# Août 1865

## Événements
- 14 août : convention de Gastein négociée par Bismarck et le comte Blome. La Prusse annexe la Saxe-Lauenbourg, Kiel, et administre le Schleswig. L’Autriche prend en charge l’administration du Holstein. Elle laisse se développer les mouvements en faveur du duc lésé, Frédéric d'Augustenburg.

## Naissances
- 10 août : Joseph-Guillaume-Laurent Forbes, archevêque d'Ottawa.
- 15 août : Mikao Usui, le fondateur du reiki († 9 mars 1926).
- 27 août : James Henry Breasted, archéologue († 2 décembre 1935).
- 30 août : Émile Hovelaque, spécialiste français des relations internationales († juillet 1936).
- août : Catherine Scott, écrivaine britannique et cofondatrice du PEN International († 4 novembre 1934),

## Décès
- 11 août : Heinrich Thurnes, peintre portraitiste autrichien.
- 27 août : Thomas Chandler Haliburton, auteur et homme politique.